# 百拙如理
百拙如理（？—1649年），明末清初渡日僧人，出生于福建省福州府。

## 生平
年轻时出家为僧。1646年（正保3年）渡日，成为长崎崇福寺住持。当时，在长崎的华人魏之琰、何高材、王引、林守堅捐资建设了寺院。1649年（庆安2年）4月百拙如理圆寂。